# Balle de riz

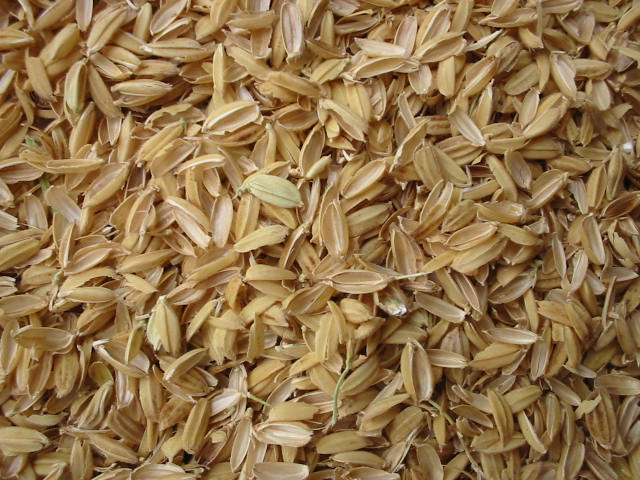
Balle du riz

La balle de riz est un sous-produit dérivé du décorticage du riz, opération qui permet de transformer le riz récolté (ou riz paddy), en riz complet (ou riz cargo). Ce dernier doit subir une deuxième étape de transformation, le blanchiment, qui consiste à ôter le péricarpe pour donner le riz blanc et un autre coproduit, le son. La balle de riz est constituée par les glumes et glumelles, bractées modifiées  qui enveloppent l'épillet, et donc à maturité le caryopse constituant le grain de riz. La balle peut être utilisée comme matériau de construction (isolant thermique), engrais ou combustible.

## Décorticage

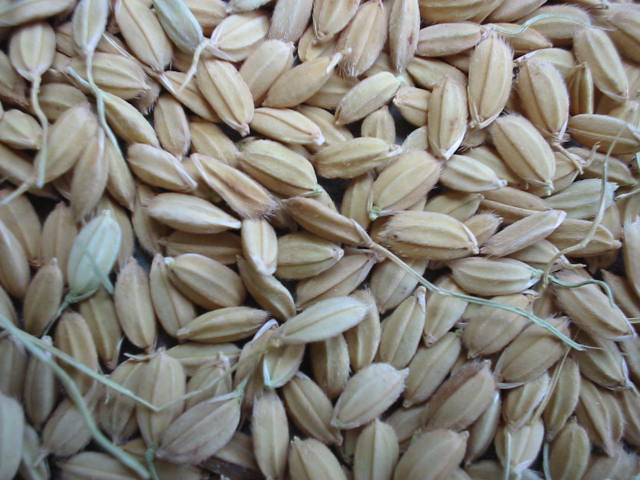
Riz récolté avec sa balle (riz paddy).

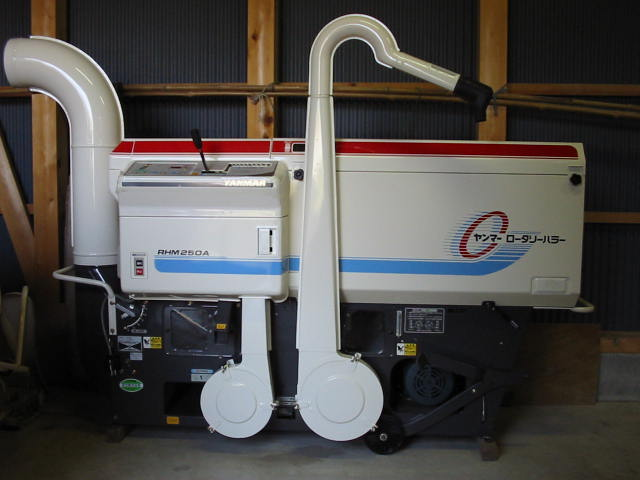
Décortiqueuse japonaise.

Contrairement à des céréales comme le froment ou le seigle dont les glumelles n'adhèrent pas au caryopse (céréales à grains nus) et pour lesquelles la séparation intervient durant le battage, il est nécessaire d'extirper les glumes et glumelles du riz, qui, comme celles de l'orge ou de l'amidonnier, présentent des glumelles adhérentes (céréales dites à grains « vêtus »), au moyen d'un processus de décorticage. 
L'opération est réalisée, après le battage, à l'aide d'une machine équipée de deux disques horizontaux revêtus d'une matière abrasive. Le disque supérieur est fixe tandis que celui du bas, réglé à une distance adaptée, est en rotation. Cette action a pour effet de séparer le grain des glumes et glumelles. Les décortiqueuses à cylindres en caoutchouc, tournant à des vitesses variables, représentent une évolution réduisant le risque de brisure du grain de riz. 
La proportion de balle résultant du décorticage du riz paddy (le riz brut) fluctue entre 17 et 23 % selon la variété. 

## Propriétés

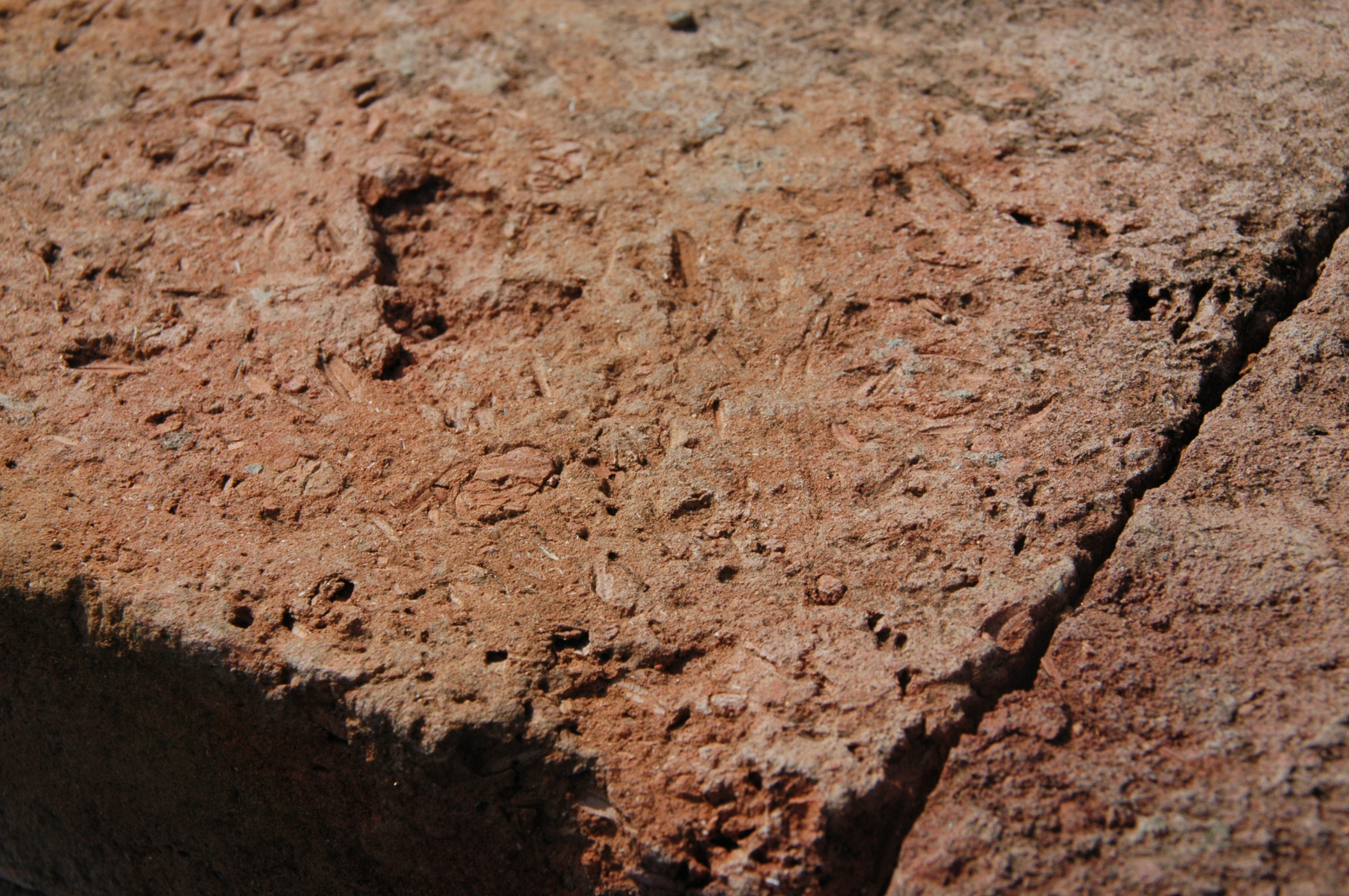
Les temples du site de Batujaya en Indonésie étaient construits avec des briques contenant de la balle de riz.

La balle de riz est d'une couleur brun-beige, de consistance dure, beaucoup plus résistante que celle du blé. Ce produit, léger et volumineux, dont la densité oscille entre 132 et 140 kg/m3, est pratiquement imputrescible et inattaquable par les insectes. Sa teneur en éléments nutritifs est faible (3,3 % de protéines et 1,1 % de matières grasses) quand la cellulose représente 45 % de la masse. Les cendres, composées presque entièrement de dioxyde de silicium (SiO2), représentent environ 17 % de la masse.

## Utilisation
La balle de riz est utilisée comme paillis pour le jardinage et comme fond de litière dans les étables ou les écuries. Elle est également employée comme combustible dans les centrales de cogénération, souvent celles des rizières d'ailleurs. Elle a un pouvoir calorifique moyen de 14 MJ/kg mais requiert des installations soigneusement conçues pour éviter une combustion incomplète provoquée par la haute teneur en cendres. 
Les cendres trouvent ensuite une utilisation dans la production de ciment ou la fabrication des matériaux réfractaires pour l'industrie sidérurgique. Grâce à leur teneur élevée en silice, les cendres de balles de riz sont souvent utilisées comme addition pour la fabrication de ciments composés. Lors de la réaction d'hydratation du ciment, la silice des cendres réagit avec la chaux (Ca(OH)2) ainsi libérée. Il s'agit de la réaction pouzzolanique (à la base du ciment romain) qui produit des silicates de calcium hydratés qui participent à la prise et au durcissement de la pâte de ciment et contribuent à diminuer sa porosité, améliorant ainsi ses propriétés mécaniques et sa durabilité :
Ca(OH)2 + SiO2 → CaSiO3·H2O
La balle de riz peut être également utilisée comme matière première pour la production de furfural, solvant très utilisé dans la production du caoutchouc, du nylon et de résines.
La masse volumique de la balle de riz est environ 120 kg/m3 en vrac non tassé, et environ 150 en vrac tassé.
Son pouvoir isolant, variable en fonction de la densité de mise en œuvre, fait de la balle de riz un matériau d'isolation intéressant à employer dans la construction à l'état brut de décorticage :
- par voie sèche : lambda (essais CSTB) = 0,049 W/mK à 120 kg/m3 (combles perdus), 0,052 W/mK à 150 kg/m3 (murs et remplissage de caissons) ;
- par voie humide : sous forme de bétons chaux-balle de riz ou terre-balle de riz.